# Chaetogonopteron basipunctatum
Chaetogonopteron basipunctatum är en tvåvingeart som beskrevs av Yang 2002. Chaetogonopteron basipunctatum ingår i släktet Chaetogonopteron och familjen styltflugor. Inga underarter finns listade i Catalogue of Life.